# سید عبدالکریم غیرت
سید عبدالکریم غیرت معروف به غیرت کرمانشاهی (۱۲۵۷-۱۳۳۵)، (شاعر، موسیقی‌دان، ادیب و صوفی ایرانی بود.

## زندگی
غیرت از طرف پدر نسبش به اهالی مکه و  حسن مجتبی، می‌رسد. روزگار کودکی و تحصیلات مقدماتی را در همدان گذراند. 

## تحصیلات
وی در سال ۱۳۰۴ به همراه پدر به کرمانشاه رفت و به تحصیل علوم ادبی و خط مشغول شد. از شعرا و مبارزین مشروطه‌خواه کرمانشاه بود. 

## ادبیات و شعر
وی علاوه بر علوم متعارف ادبی، به موازین موسیقی آشنایی کامل داشت. از پیشکسوتان هنر خوشنویسی در خطه کرمانشاه محسوب می‌شود. در تفسیر و توضیح عرفان متبحر بود. منظومات ایشان مانند دل‌نامه و مجنون‌نامه شرحی عاشقانه و موشکافانه از عرفان اسلامی است. همچنین وی در انواع ورزش‌ها نظیر شنا و سواری و تیراندازی متبحر بود.

## روزنامه نگاری
او در روزنامه‌نویسی نیز فعالیت داشته و اولین روزنامه کرمانشاه را بنام شهاب ثاقب در زمان مظفرالدین شاه و در راستای مشروطه خواهی به صورت مخفیانه چاپ و نشر می‌کرد. او در نشریاتی مانند: نشریهٔ اخوت (ارگان انجمن اخوت)، بیستون، غرب ایران، دانش، رهبر و سایر نشریات در کرمانشاه همکاری داشت. همچنین غیرت کرمانشاهی صاحب امتیاز نشریهٔ کوکب غرب بود.

## درگذشت
غیرت در خرداد 1335 در تهران درگذشت و پیکرش در قم دفن شد.